# Lily Li
Pour les articles homonymes, voir Li.
Lily Li Li-li (李麗麗, Lǐ Lì-lì) est une actrice hongkongaise puis chinoise née le 14 juin 1950 à Hong Kong où elle  meurt le 27 octobre 2024, ayant joué dans une centaine de films à partir du milieu des années 1960.

## Biographie
Née le 21 mai 1950 à Hong Kong dans une famille originaire de Qingyuan (Guangdong), Lily Li commence sa carrière très jeune au sein des studios Shaw Brothers. Après de petits rôles et de la figuration, elle est remarquée dans le film The Wandering Swordsman de Chang Cheh en 1970 et tourne ensuite surtout des films d'arts martiaux ou d'action, mais aussi, comme la plupart de ses collègues sous contrat avec la Shaw Brothers, des films de genres différents selon les modes du moment (fantastique/horreur, érotique). Elle tourne dans l'une des coproductions internationales de la Shaw avec la Hammer, Un dénommé Mister Shatter.
Au cours des années 2000, elle joue essentiellement pour la télévision.

## Filmographie

### Cinéma
- 1964 : The Warlord and the Actress : brève apparition
- 1964 : The Last Woman of Shang : brève apparition
- 1965 : The Lotus Lamp : brève apparition
- 1965 : Squadron 77  : brève apparition
- 1965 : The Mermaid
- 1966 : The Knight of Knights : une servante
- 1966 : The Monkey Goes West : une soubrette
- 1966 : Princess Iron Fan : brève apparition
- 1966 : Dawn Will Come
- 1967 : The Goddess of Mercy : brève apparition
- 1967 : The Dragon Creek
- 1967 : The King with My Face
- 1967 : That Tender Age
- 1968 : The Enchanted Chamber
- 1968 : That Fiery Girl
- 1968 : Spring Blossoms
- 1969 : Tropicana Interlude : une jeune élève
- 1970 : Love Song Over the Sea
- 1970 : Les Treize Fils du dragon d’or
- 1970 : Apartment for Ladies
- 1970 : The Wandering Swordsman
- 1970 : Six Assassins
- 1971 : Shadow Girl
- 1972 : The Champion of Champions
- 1972 : Four Riders
- 1972 : The Deadly Knives
- 1973 : Iron Bodyguard
- 1973 : Police Force
- 1973 : The Bastard : la mendiante (rôle principal)
- 1973 : The Delinquent
- 1974 : Un dénommé Mister Shatter : une masseuse (et plus si affinités) dont Shatter tombe amoureux
- 1974 : Scandal (film, 1974)
- 1974 : Friends (film, 1974)
- 1974 : Rivals of Kung Fu
- 1975 : Black Magic
- 1976 : Le Sabre infernal
- 1976 : Le Combat des maîtres
- 1976 : Crazy Sex
- 1976 : Brotherhood (film, 1976)
- 1976 : Black Magic 2
- 1976 : The Condemned (film, 1976)
- 1976 : The Web of Death
- 1976 : The Oily Maniac
- 1977 : The Teenager's Nightmare
- 1977 : Le Tigre de jade
- 1977 : Les Exécuteurs de Shaolin
- 1977 : A Hero's Tears
- 1978 : Swordsman and Enchantress
- 1978 : La Mante religieuse
- 1978 : Soul of the Sword
- 1978 : My Blade, My Life
- 1979 : La Furie du maître de kung-fu (One Foot Crane)
- 1979 : Crazy Couple
- 1979 : The Challenger
- 1979 : Le Combat mortel de Shaolin (Abbot of Shaolin)
- 1979 : The Deadly Breaking Sword : Luo Jinhua, la nièce du patron
- 1979 : Relentless Broken Blade
- 1979 : The Scandalous Warlord
- 1980 : Swift Sword
- 1980 : Carry on Wise Guy
- 1980 : Daggers 8
- 1980 : La Danse du lion
- 1980 : Eight Escorts
- 1980 : The Loot
- 1980 : Lonely Famous Sword
- 1980 : White Thief Seven
- 1981 : What Price Honesty?
- 1981 : Tigre Blanc (Dreadnought)
- 1981 : Beauty Escort
- 1981 : The Executor
- 1981 : One Way Only
- 1982 : Clan Feuds
- 1982 : The Brave Archer and His Mate
- 1982 : The Fake Ghost Catchers
- 1982 : Curse of Evil
- 1982 : Red Rattlesnake
- 1983 : Perfect Wife?!
- 1983 : The Pier
- 1983 : Mission to Kill
- 1983 : Lost Generation (film, 1983) : brève apparition
- 1984 : I Will Finally Knock You Down, Dad!
- 1984 : Long Road to Gallantry
- 1984 : Les Huit Diagrammes de Wu-Lang : She Saihua
- 1985 : Those Merry Souls
- 1985 : Les Disciples de la 36e chambre
- 1986 : The Innocent Interloper
- 1987 : Qiang Xia Liu Ren
- 1989 : Avenging Trio
- 1989 : Handcuff Me, Brother
- 1990 : My Hero
- 1991 : Red Shield
- 1993 : Sam the Iron Bridge - Champion of Martial Arts
- 1993 : Hong Kong Eva
- 1993 : White Lotus Cult
- 1993 : Can't Stop Loving You
- 1994 : One Arm Hero
- 1995 : Shaolin Kung Fu Kids
- 1995 : Once in a Life-Time
- 1995 : Passions Across Two Lifetimes
- 2000 : Those Were the Days (film, 2000)
- 2006 : 2 Become 1

### Télévision

#### Séries télévisées
- 1995 : Sun diu hap lui : Mo Saam-leung
- 2003 : Kum pai bing yan : Wai Leung
- 2005 : Faan sun dai siu : Wu Lai-wan
- 2005 : Yan gan ching fat : Dr Law
- 2005 : Yin chi sui fun : Foon Che
- 2006 : CIB ying si ching bo for : Ying
- 2006 : Faan wan fuk yu : Kuk Ying-ching
- 2006 : Oi ching chuen bo : Kin's Wife
- 2006 : Wui ton tin ha : Kuk Fun-fong
- 2007 : Tong sum fung bo : Ho Yuk-ling
- 2007 : Ying chai chip fook : Kum
- 2008 : Chu kwong bo hei : Mrs. Mak
- 2009 : Gong sam kai : Tsui Ma Ma
- 2010 : Gung Ju Ga Do : Aunt Mei
- 2011-2012 : Tin yu dei : Stella
- 2014 : Lou biu, lei hou hea! : Sis Ma

#### Téléfilms
- 1974 : Heisse Ware aus Hongkong : elle-même.